# 棒石螺屬
棒螺（學名：Clavilithes），又名棒石螺，是一類已滅絕的腹足綱軟體動物。它們生存於古新世至上新世的非洲、亞洲、歐洲、北美洲及南美洲。

## 型態描述
由於光滑繞組上的扁平凸輪，這些海螺的螺殼呈紡錘形，有明顯階梯狀的外殼，它們被幾條螺旋線所佔據。最後的處理通常是杯形的，具有橢圓形的殼口。殼長約為12厘米。

## 棲息地
這些肉食性海螺棲息於溫暖海洋的沙灘、淤泥和泥床上，中等至深海。

## 物種
- C. arakanensis
- C. cossmanni
- C. harrisii
- C. hubbardanus
- C. inopinatus
- C. lagunitensis
- C. leilanensis
- C. noetlingi
- C. pozoensis
- C. songoensis
- C. tjaringinensis
- C. tjidamarensis
- C. woodringi

## 外部連結
- Paleobiology Database （页面存档备份，存于）